# Christian Bourquin
Christian Bourquin (Sant Feliu d'Amunt, Rosselló, 1954 - Montpeller, 26 d'agost del 2014) va ser un polític francès i nord-català, membre del Partit Socialista francès.

## Biografia
Estudià a l'Escola Nacional Superior i Indústria d'Estrasburg, i el 1973 s'hi titulà en enginyeria en l'especialització de topografia. L'any 1977 començà a treballar a l'ajuntament de Montpeller com a enginyer territorial.
Va ser president del Consell Regional del Llenguadoc-Rosselló des de 2010 i conseller i president (del 1998 i fins al 2010) del Consell General dels Pirineus Orientals. El 3 de gener de 2009 fou condemnat a tres mesos de presó i 5.000 euros de multa per falsa minoració dels cabals de la campanya electoral de les eleccions cantonals franceses de 2001. Posteriorment fou acusat de favoritisme en profit de l'Agència de Comunicacions del departament i novament condemnat, aquesta vegada pel tribunal d'apel·lació de Bordeus, a dos mesos de presó amb pròrroga el 30 d'octubre del 2012 (definitiva amb data de 23 de gener del 2014).

## Trajectòria política
- Batlle de Millars de 1995 a 2001
- Diputat de Catalunya Nord (3a circumscripció) de 1997 a 2002
- Membre de la Mesa Nacional del PS de 2005 a 2008
- Conseller General dels Pirineus Orientals (cantó de Millars) des del 1994
- President del Consell General dels Pirineus Orientals, de 1998 a 2010
- Vicepresident primer del Consell Regional del Llenguadoc-Rosselló amb delegació a finances i llengua catalana des de 2004 a 2010
- President del Consell Regional del Llenguadoc-Rosselló des de 2010
- Senador des de l'octubre del 2011

### Régionalisme

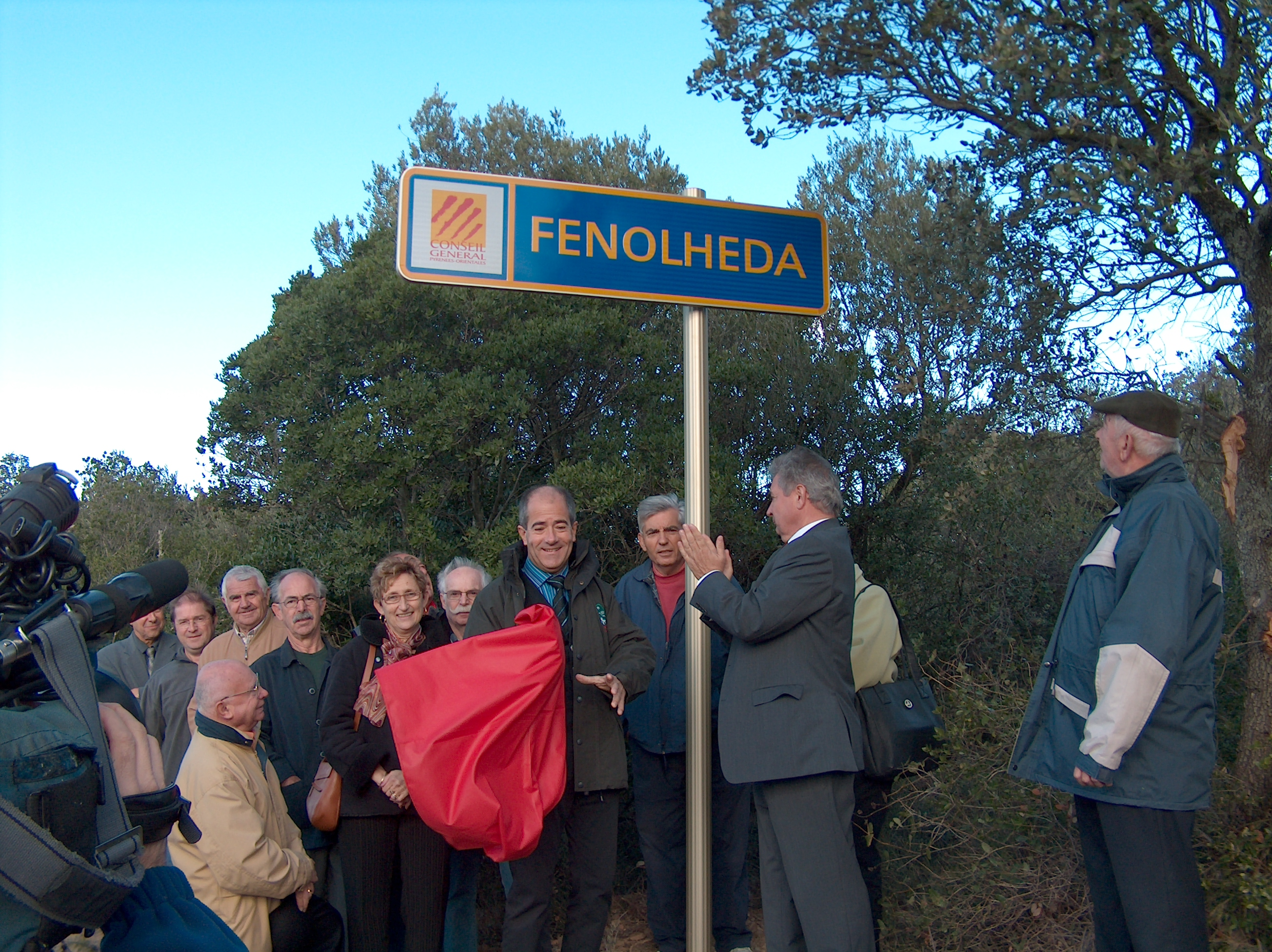
Christian Bourquin, en 2003, inaugurant un panell senyalitzador en occità indicant la Fenolleda, part occitana de la Catalunya del Nord.

Fortament vinculat a la regió i al departament, Christian Bourquin ha promogut la « catalanitat » (llengua it cultura catalanes), tot i que s'oposa al « catalanisme » (entès com a independentisme català). ha encoratjat diverses iniciatives destinades a promoure el català, ha ajudat a la creació i desenvolupament de les entitats culturals catalanes, tot vinculat a la regió del Llenguadoc-Rosselló (de tradicions occitana i catalana) i a França. Al departament, ha adoptat l'eslogan « l'accent catalan de la république française ». En tant que conseller regional, també ha promogut la cultura occitana.
Arran de la reforma regional francesa proposada en 2014 pel president de la república François Hollande i que pretén reduir el nombre de regions i crear-ne de noves, més grans i suposadament més fortes econòmicament, i en el qual s'ha proposa unir el Llenguadoc-Rosselló al Migdia-Pirineus, Christian Bourquin, se n'ha mostrat contrari, tot i formar part del mateix partit que ha promogut la proposta.